# LW7/5 (Paralympics)
LW7/5 ist eine Startklasse für Sportler im paralympischen Wintersport für Sportler im Ski Alpin, Ski Nordisch und im Biathlon. Die Zugehörigkeit von Sportlern zur Startklasse ist wie folgt skizziert:
Skisportler der Klasse LW7/5 haben Behinderungen in beiden oberen Extremitäten. Eines der folgenden Minimumkriterien muss erfüllt sein:
- Verlust beider oberer Extremitäten zumindest auf Höhe der Metacarpalia - oder
- Kraftverlust beider oberer Extremitäten mit Verlust der Beweglichkeit von Fingern und Daumen, so dass der Athlet keine Stöcke halten kann - oder
- Dysmelie beider Hände.

Es gilt:
- der Athlet / die Athletin benutzt 2 Ski aber keine Stöcke - und
- die Benutzung von Prothesen ist nicht gestattet.

Die Klasseneinteilung kennzeichnet den wettbewerbsrelevanten Grad der funktionellen Behinderung eines Sportlers. Sportler in den Klassen LW1-LW9 starten stehend.